# Kalev (U-Boot)
Die Kalev war ein U-Boot und Typschiff der gleichnamigen Klasse der estnischen Marine (1937–1940) und später sowjetischen Marine (1940–1941).

## Geschichte
Die spätere Kalev wurde am 12. Dezember 1934 von den estnischen Streitkräften bei der britischen Vickers-Armstrong, zusammen mit ihrem Schwesterboot Lembit, bestellt und von diesem am 1. Mai 1935 auf ihrer Werft in Barrow-in-Furness auf Kiel gelegt. Der Stapellauf mit Taufe auf den Namen eines Helden der estnischen Mythologie erfolgte am 7. Juli 1936 und die Indienststellung am 12. März 1937.
Am 6. Juni 1940 wurde Estland durch sowjetische Truppen besetzt und im Oktober annektiert (siehe Deutsch-sowjetischer Nichtangriffspakt). Das Boot wurde bereits am 19. August 1940 durch die Baltische Rotbannerflotte der sowjetischen Marine übernommen und als Kalev (Калев) in Dienst gestellt.
Nach Beginn des Deutsch-Sowjetischen Krieges am 22. Juni 1941 operierte das Boot gegen die deutsche Schifffahrt in der Ostsee. Hierbei legte es am 12. August ein Minenfeld vor der lettischen Küste. Im August 1941 war die Kalev zusammen mit anderen Schiffen der sowjetischen Marine an der sowjetischen Räumung von Tallinn beteiligt.
Im Oktober 1941 kehrte die Kalev von einer Patrouillenfahrt nicht mehr zurück und gilt seit daher als verschollen.